# Mohammad-Reza Shafiei Kadkani

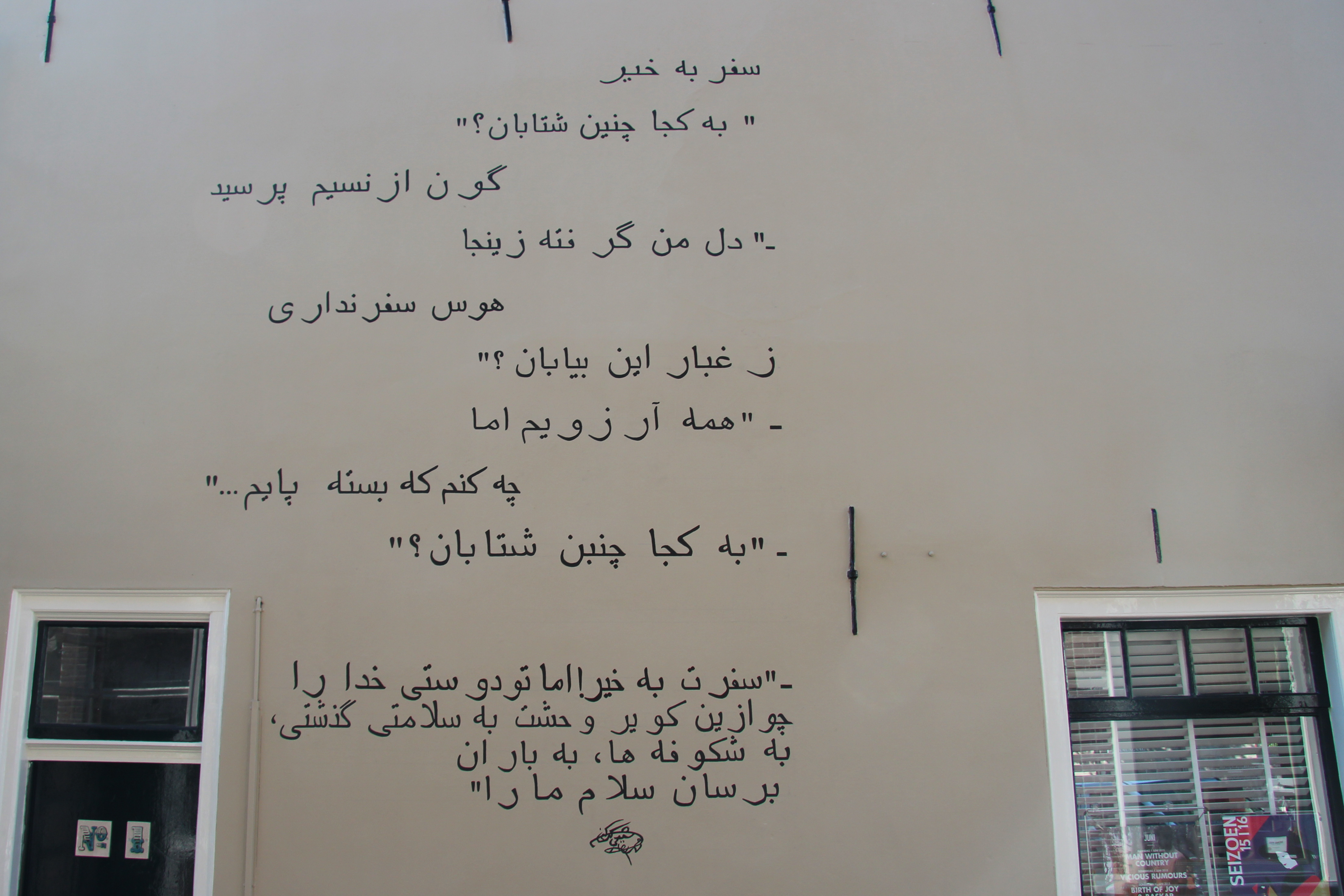
Het muurgedicht Goede reis in Leiden

Mohammad Reza Shafiei Kadkani (in het Perzisch: محمد رضا شفیعی کدکنی) (Nishapur, 12 oktober 1939) is een Iraanse schrijver, dichter, literaire criticus en vertaler. Hij studeerde aan de universiteit van Teheran, waar hij onder meer colleges volgde van Badiozzaman Forouzanfar (1904-1970), Mohammad Moin (1914-1971), and Parviz Natel-Khanlari (1914-1991). Hij is hoogleraar Perzische literatuur aan de universiteit van Teheran. Gedurende het studiejaar 2009/2010 doceerde hij aan Princeton.
Als dichter maakt Mohammad-Reza Shafii Kadkani (M. Sereshk) deel uit van de laatste generatie van voor de Islamitische Revolutie. In zijn poëzie toont hij de invloeden van Hafez en Mowlavi. Hij maakt gebruik van eenvoudige, lyrische taal. Zijn werk is vaak beïnvloed door de politieke omstandigheden. Hij schrijft vooral over sociale onrechtvaardigheid en menselijk lijden.

## Muurgedicht
In het kader van het project "Gedichten op muren" is in 2015 het muurgedicht Goede reis van Mohammad-Reza Shafiei Kadkani aangebracht in de Clarensteeg te Leiden. Het werd onthuld op donderdag 4 juni 2015 door Asghar Seyed-Gohrab (universitair hoofddocent Perzische Taal en Literatuur aan de Universiteit Leiden) en persoonlijk ondertekend door de dichter.
- Bibsys: 90301744
- Bibliothèque nationale de France: cb131863282 (data)
- Gemeinsame Normdatei: 124803040
- International Standard Name Identifier: 0000 0001 2137 7606
- Library of Congress Control Number: n82057778
- Nationale bibliotheek van Australië: 41568148
- Nationale Bibliotheek van Israël: 987007302385605171
- Nationale en Universitaire bibliotheek Zagreb: 000542865
- Nederlandse Thesaurus van Auteursnamen: 109132661
- Système universitaire de documentation: 112301649
- Trove: 1454838
- Virtual International Authority File: 46901785
- WorldCat: E39PBJpdMjTmwMjDV8Y34kwV4q